# Edward Thornton
Edward Thornton KCB (13 de julio de 1817-26 de agosto de 1903) fue un diplomático británico que sirvió en Latinoamérica, Turquía, Rusia y los Estados Unidos.

## Biografía
Nació el 13 de julio de 1817 en Londres, hijo de Sir Edward Thornton (1766–1852), también diplomático, quien había servido por mucho tiempo en la legación británica en el reino de Portugal.

### Carrera inicial
Se educó en el King's College de Londres y en el Pembroke College (Cambridge). 
Ingresó al servicio diplomático en 1842 y fue destinado como agregado al consulado en Turín. En 1845 fue enviado con similar función a la legación en México, siendo en 1851 nombrado secretario de la embajada. Tuvo un papel destacado en la firma del Tratado de Guadalupe Hidalgo en 1848.
A la muerte de su padre heredó el título de conde de Cassilhas, en el Reino de Portugal.

### Sudamérica
Entre abril de 1852 y octubre de 1853 sirvió como secretario de la misión especial ante la Confederación Argentina encabezada por Charles Hotham. En mayo de 1854 fue designado cónsul general ante la República de la Nueva Granada pero en septiembre de ese año fue trasladado a Uruguay como encargado de negocios.
En 1859 la República Argentina se encontraba a las puertas de un nuevo estallido de la guerra entre la Confederación Argentina y el Estado de Buenos Aires.   
Fracasada la mediación del ministro plenipotenciario del gobierno de Estados Unidos Benjamin Yancey, las principales casas comerciales en el Río de la Plata (entre ellas Baring Brothers y Rothschild de Londres y Brath de París) solicitaron a sus gobiernos intervenir. Edward Thornton y el ministro francés ante la Confederación Lefèbvre de Bécour recibieron instrucciones de ofrecer su mediación mientras que el ministro británico en Río de Janeiro invitaba a participar de la mediación al gobierno brasileño.
Thornton, designado a esos efectos embajador ante la República Argentina viajó a Buenos Aires pero antes de que la mediación se iniciara a fines de agosto Justo José de Urquiza aceptó la mediación del gobierno paraguayo.
El futuro presidente Francisco Solano López, entonces ministro de guerra de su padre el presidente Carlos Antonio López, viajó a Paraná y a Buenos Aires, pero ya era demasiado tarde para detener la guerra civil. Cuando se disponía a regresar, Thornton ordenó a la Royal Navy impedir la navegación de buques de bandera paraguaya más allá del río Paraná hasta que varios litigios pendientes con Paraguay hubieran sido arreglados, principalmente el causado por la detención del ciudadano británico Santiago Caanstat. El 29 de noviembre de ese año las cañoneras británicas HMS Buzzard y HMS Grappler detuvieron al vapor de guerra paraguayo Tacuarí que debía conducir de regreso a Asunción del Paraguay a Francisco Solano López, quien terminaba su intento de mediar en el conflicto entre la Confederación Argentina y el Estado de Buenos Aires.
Sin embargo, iniciada la Cuestión Christie que provocaría la ruptura de relaciones diplomáticas entre Gran Bretaña y el Imperio del Brasil, la política de Thornton sería citada en el Parlamento británico al atacar la conducta del embajador William Dougal Christie. William Vesey-FitzGerald lo alabó describiéndolo como «un caballero que sabe como conciliar (...), que sabe que no es su deber "dar lecciones" a los gobiernos extranjeros» mientras que el diputado opositor Layard agregó que era un ejemplo de que no era preciso que Gran Bretaña mantuviera una política de "mano alzada" con los estados latinoamericanos.

#### Guerra civil en Uruguay

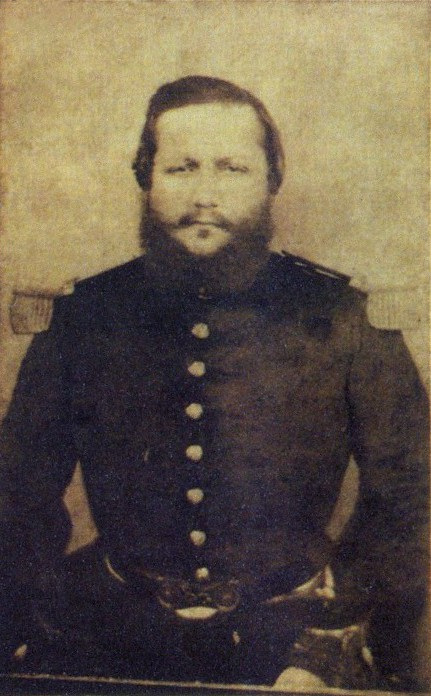
Francisco Solano López

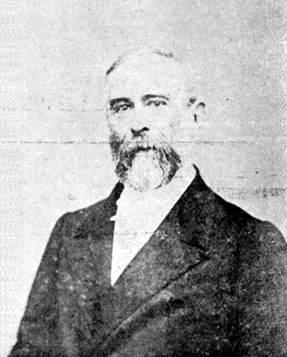
Atanasio Cruz Aguirre

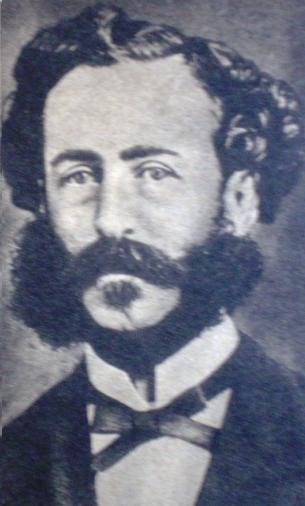
Rufino de Elizalde

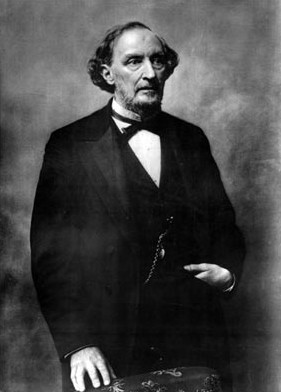
Bartolomé Mitre

Thornton se oponía activamente al gobierno de Francisco Solano López en Paraguay y apoyaba la revolución de Venancio Flores en Uruguay que motivaría finalmente la Invasión Brasileña de 1864. 
Reemplazado brevemente en la legación de Buenos Aires por Sir William Doria (desde agosto de 1862 a diciembre de 1863), el nuevo representante condenó la intervención encubierta del gobierno argentino en Uruguay y en agosto de 1863 ordenó al contralmirante Richard Laird Warren que interceptara los convoyes que auxiliaban a Venancio Flores. Mientras Warren demoraba su ejecución, Thornton desde Londres condenaba la decisión y al hacerse nuevamente del cargo desautorizó a su  reemplazante y reafirmó su apoyo a la política del presidente Bartolomé Mitre.
El 31 de mayo de 1864 Thornton propuso al ministro de relaciones exteriores argentino Rufino de Elizalde iniciar junto al brasileño José Antônio Saraiva una mediación entre los bandos en pugna en el Uruguay. Para muchos era sólo un paso para justificar una intervención argentino-brasileña en el conflicto civil que aislaría a López. Las primeras reuniones se efectuaron en Montevideo y convocaron a Thornton, Elizalde, Saraiva, Andrés Lamas (representante uruguayo en Buenos Aires) y el ministro uruguayo Herrera quien presentó sus bases para el acuerdo.
Sin embargo, el 18 de junio se reunieron en el campamento del jefe revolucionario Flores de Puntas del Rosario Thornton, Elizalde, Saraiva y en, representación del gobierno uruguayo, Lamas y Florentino Castellanos y acordaron nuevas condiciones de tal índole que Thornton suponía que el presidente Atanasio Cruz Aguirre nunca aceptaría justificando así la intervención argentino-brasileña.
Contra lo previsto Aguirre se manifestó dispuesto a aceptar el acuerdo, ante lo que Flores agregó como nueva exigencia la cesión de todos los ministerios a su partido. Aguirre contraofertó: cedería todos los ministerios excepto el de guerra (Leandro Gómez). Pero aún esa posibilidad fue rechazada por los mediadores y el 7 de julio de 1864 Thornton se embarcó junto a Elizalde y Andrés Lamas de regreso a Buenos Aires, seguidos el 9 por Saraiva quien gestionaría sin éxito ante Mitre la intervención conjunta en el Uruguay.

#### Guerra del Paraguay
Se vio también envuelto en las consiguientes negociaciones conducentes a la firma del Tratado de la Triple Alianza  contra el Paraguay entre Argentina, Brasil y Uruguay, naciones a las que los bancos británicos proveyeron de fondos utilizados para armamento. Esto impulsó a algunos a afirmar que obedecía a una política oficial de Gran Bretaña para abrir el mercado paraguayo y frenar un desarrollo independiente lo que para otros historiadores no era exacto, dado el escaso interés en Gran Bretaña por la guerra, el descontento con algunos puntos del Tratado y sus cláusulas secretas, el hecho de que el desarrollo incipiente del Paraguay (industria, comunicaciones, astilleros), sus fortificaciones y arsenales e incluso el personal de sanidad se apoyaba en personal británico y también fluían fondos británicos a ese país.
Sin embargo Thornton mismo estaba a favor de la alianza, estuvo presente en la firma del tratado y apoyó al presidente argentino Bartolomé Mitre en su decisión de responder a la invasión a su territorio involucrando a la Argentina en el conflicto en alianza con el Brasil.

#### Cuestión Christie
Tras la ruptura de relaciones entre Gran Bretaña y el Brasil por la llamada Cuestión Christie, en 1865 se renovaron las negociaciones y en julio Edward Thornton fue enviado por su gobierno en misión especial ante Pedro de Araújo Lima, marqués de Olinda. Gran Bretaña estaba resuelta a cumplir parte del reclamo brasileño y aceptaba el fallo belga, pero insistía con no reconocer indemnizaciones. Pese a esto, la proposición fue aceptada por el gobierno: la situación del Brasil, involucrada ya en la guerra contra Paraguay, y la imposibilidad de sostener y escalar un conflicto con la principal potencia del mundo, hacían razonable un acuerdo. Por otro lado, Brasil precisaba del crédito británico y entre 1863 y 1865 había acudido con éxito al mercado de Londres para contratar empréstitos, que el gabinete Palmerston toleró pese a tener como destino el rearme, lo que era citado por otra parte como una señal de que el gobierno británico no creía que la situación ameritara una guerra.
Finalmente, aceptadas las proposiciones de Gran Bretaña, el 23 de septiembre de 1865 el embajador Thornton se reunió con el emperador en el teatro de operaciones, en las barracas de Uruguayana, dando así fin al episodio.
En agosto fue nombrado embajador en ese país, manteniendo ese puesto hasta septiembre de 1867. Ese mes fue nombrado para desempeñar el mismo cargo ante el reino de Portugal pero no llegó a hacerse cargo de la embajada ya que en diciembre fue designado enviado extraordinario y ministro plenipotenciario ante el gobierno de los Estados Unidos.

### Embajador en los Estados Unidos

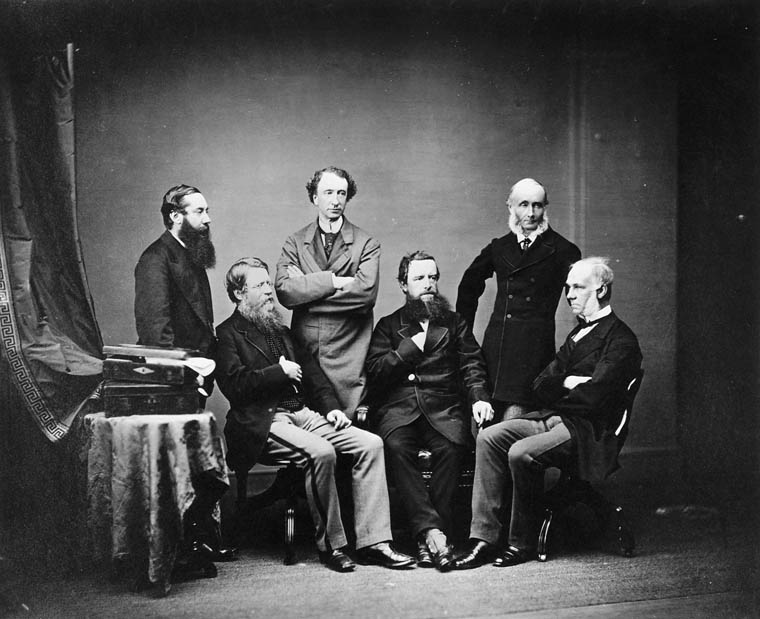
Altos Comisionados Británicos en el Tratado de Washington (1871). Thornton, sentado a la derecha.

En reconocimiento a sus servicios en febrero de 1868 fue hecho Companion of the Bath y caballero comandante de la misma orden en agosto de 1870.
En 1871 integró la comisión que atendió las reclamaciones de Alabama (Alabama Claims) y el 19 de agosto de ese año fue nombrado miembro del Consejo Privado del Reino Unido.
Actuó en 1873 como árbitro en la comisión que atendió los reclamos pendientes entre México y los Estados Unidos (Mexican and United States Claims), incluyendo un reclamo del obispado de California contra el gobierno de México por pagos adeudados a las autoridades eclesiásticas de Alta California, que en 1848 había pasado a los Estados Unidos.
En 1878 presionó al secretario de estado del presidente Rutherford B. Hayes, William Evarts, y al fiscal Charles Devens (1825-1891) para resolver la muerte del ciudadano británico John Tunstall en el condado de Lincoln (Nuevo México) el 28 de febrero de ese año, en el que involucraba al sheriff William Brady. Tunstall junto a su socio Alexander McSween, con el apoyo de Billy the Kid y sus hombres, lideraban una de las facciones de la llamada Guerra del Condado Lincoln (1878-1879).
Integró también la comisión de límites de Alaska, firmó el protocolo de límites de San Juan, formó parte de la negociación del proyecto de tratado Brown-Fish (1874) y fue árbitro en la disputa de límites en Ontario.

### Últimos años
En mayo de 1881 fue designado embajador en San Petersburgo.
Thornton estaba convencido de que Rusia se preparaba para un conflicto militar con Gran Bretaña y recomendó adoptar enérgicas medidas en Asia Central, especialmente en la cuestión de Herat. Consideraba que mostrar la decisión británica de no evitar una guerra impulsaría a Rusia a una política más prudente.
En agosto de 1883 fue nombrado caballero gran cruz de la Orden del Baño.
El 1 de diciembre de 1884 fue designado por el secretario del Foreign Office William Gladstone, Lord Granville, en el que sería su último destino diplomático, embajador en Constantinopla en reemplazo de Lord Dufferin.
El nuevo primer ministro (y secretario de asuntos exteriores) Lord Salisbury intentó revertir esa decisión, envió a su protegido Sir William Arthur White (1824–1891) y demoró la partida de Thornton excusándose en la complejidad de la situación en Afganistán. Thornton finalmente pudo hacerse cargo de la legación hasta 1887 cuando fue declarado excedente y pasado definitivamente a retiro. 
Falleció después de una larga enfermedad el 26 de enero de 1906 en su residencia del 5 Tedworth Sq., Chelsea, Londres.